# 特里·奥马利
特里·奥马利（英語：Terry O'Malley，1940年10月21日—），加拿大男子冰球运动员。他曾代表加拿大参加1964年、1968年和1980年冬季奥林匹克运动会冰球比赛，其中1968年冬季奥运会获得一枚铜牌。